# Ликпай, Суработ
Суработ Ликпай (тайск. สุรบถ หลีกภัย; также известный как Плеум (тайск. ปลื้ม); род. 8 декабря 1987, Чиангмай) — таиландский политический деятель, ведущий, актёр и ютубер. Бывший член Палаты представителей Таиланда, единственный сын бывшего премьер-министра страны Чуана Ликпая.

## Происхождение имени
Суработ известен обществу с самого детства, поскольку был единственным сыном Чуан Ликпая, тогдашнего премьер-министра, имя Суработ означает «небо» и было даровано Её Королевским Высочеством принцесой Чакри Сириндхорн, о чём попросила мать Суработа в подарок, так как была её одноклассницей в школе Читлада.

## Биография

### Ранние годы
Суработ окончил начальную школу Читлада, демонстрационную школу Прасарнмит при Университете Шринакхаринвирот, среднюю демонстрационную школу при Университете Сринакхаринвирот, школу Патумван и Прао Виттхаякхом, а также получил степень бакалавра политологии в Университете Рамкхамхенг.

### Политическая карьера
Суработ Ликпай регулярно помогал своему отцу в избирательных кампаниях «Демократической партии». В августе 2010 года был назначен помощником пресс-секретаря министерства культуры.
На парламентских выборах 2019 года Суработ выдвинулся кандидатом по партийному списку «Демократической партии», однако не был избран так как партия получила только 19 мест, а Суработ шёл 30-м в списке. После того, как его отец Чуан был избран спикером Палаты представителей, Суработ также был включён в аппарат спикера в должности личного секретаря.
В 2023 году депутаты Иссара Хереваттанавут и Срисаморн Расамирксет подали в отставку, в результате чего Суработ был назначен членом Палаты представителей. Уже 20 марта Палата была распущена.